# Kiff
Kiff este un serial de animație de comedie muzicală creat de Lucy Heavens și Nic Smal. Este produs de Disney Television Animation în asociere cu Titmouse, Inc. Serialul a avut premiera pe 10 martie 2023, pe Disney Channel.
În iunie 2023, a fost reînnoit pentru un al doilea sezon, care va avea premiera pe 5 octombrie 2024. Un al treilea sezon a fost anunțat în iunie 2024, înainte de premiera celui de-al doilea sezon.
Premiera în România a avut loc pe 2 octombrie 2023, pe Disney Channel.

## Subiect
Amplasat în Orașul Masă, o insulă muntoasă urbanizată în care locuiesc animale și creaturi magice, serialul se concentrează pe aventurile lui Kiff, o tânără veveriță optimistă ale cărei bune intenții duc adesea la haos total, și pe cel mai bun prieten al ei, Barry, un iepuraș dulce și blând. Cei doi iau insula cu asalt cu aventurile lor nesfârșite și pofta lor de viață și 
învață pe parcurs numeroase lecții despre importanța toleranței, despre prietenie, altruism, stimă de sine, responsabilitate, sinceritate, faimă sau maturitate.

## Personaje

### Principale
- Kiff Chatterley - este o tânără veveriță portocalie optimistă, care este protagonista serialului. Este uneori nesăbuită, dar din fericire nu se teme nici să fie responsabilă și să ia atitudine pentru a-și susține punctul de vedere. Aliasul ei de pe internet este „Kifftastic4” pe Table Toob. În „Poreclele”, se dezvăluie că „Kiff” este doar o poreclă, deși numele ei real este momentan necunoscut.
- Barrington „Barry” Augustus Iepurilă III - este un iepure albastru deschis, dulce și blând, care este cel mai bun prieten al lui Kiff.

### Recurente
Familia lui Kiff
- Martin Chatterley - este tatăl distrat și simpatic al lui Kiff, care adoră floricelele de porumb și sucul de portocale. Aliasul său de pe internet este „SmartyPrance116” pe Table Toob. În tinerețe și-a dorit în secret să devină patinator.
- Beryl Chatterley - este mama lui Kiff și soția lui Martin Trăncănici. Este profesor universitar.

Familia lui Barry
- Mary Iepurilă - este mama bună și grijulie a lui Barry. Vorbește cu accent neozeelandez.
- Harry Iepurilă (cunoscut și ca  DJ 11:30) este fratele adolescent al lui Barry și DJ aspirant.
- Terri Iepurilă (cunoscută ca Terri Două Castronașe în mediul online) - este sora mai mare a lui Barry și sora mai mică a lui Harry. Este influencer pe rețelele de socializare și mai lucrează ca livratoare de pizza.
- Kristophe Iepurilă - este fratele mai mic al lui Barry. Are o singură ureche și umblă mereu cu Farley, un robot de jucărie care i-a aparținut cândva lui Harry. Este cel mai tânăr membru al familiei Iepurilă.

Familia Vulpescu
- Luminița (Lumi) Vulpescu - este o vulpe populară și bogată care învață în aceeași clasă cu Kiff și Barry, fiica lui Roy și prietena/dușmanca lui Kiff. În „Două adevăruri și un Barry”, Luminița este lidera unei clici numite „Abras” (un joc de cuvinte pentru candelabre). Părinții ei sunt divorțați, după cum se dezvăluie în „Fresh Outta Grandmas”.
- Roy Vulpescu - este tatăl Luminiței, președintele Foxhole Productions, precum și producător TV de reality show-uri precum „Orașul Masă are talent”, „Cei mai penibili impostori din Orașul Masă”, „Cei cinci nemernici” , și „Dansând pe mese”.

Elevi de la Școala Orașului Masă
- Gareth și Darryn - sunt colegii de clasă ai lui Kiff și Barry, urs și girafă.
- Trevor Angstrom - este un arici coleg de clasa cu Kiff și Barry, care este prezentat ca antagonist în anumite episoade. Se împrietenește cu Luminița în „Prietenie pusă la încercare”.
- Reggie - este un raton tocilar, dar loial din clasa lui Kiff și Barry. În „Fresh Outta Grandmas”,  se dezvăluie că are două mame, care ambele au două mame, care ambele sunt divorțate. Reggie aspiră să fie programator de jocuri video, după cum a fost dezvăluit în „Weird Delivery”.
- Billiam - este un tânăr capră, cel mai bun prieten al Luminiței.
- Patty - este o tânără peruș din clasa lui Kiff și Barry.
- Renée du Bedat - este o tânără facocer din clasa lui Kiff și Barry.

## Episoade
| Premiera originală | Premiera în România | N/o | Titlu român                                | Titlu englez                              |
| ------------------ | ------------------- | --- | ------------------------------------------ | ----------------------------------------- |
|                    |                     |     |                                            |                                           |
| EPISOD PILOT       |                     |     |                                            |                                           |
|                    |                     |     |                                            |                                           |
| N/A                | N/A                 | 0   |                                            | Pilot                                     |
|                    |                     |     |                                            |                                           |
| PRIMUL SEZON       |                     |     |                                            |                                           |
|                    |                     |     |                                            |                                           |
| 10.03.2023         | 02.10.2023          | 1   | Dorința de a Fi Prima                      | Thirst to Be the First                    |
| 10.03.2023         | 02.10.2023          | 1   | A Patra Baie                               | The Fourth Bath                           |
| 10.03.2023         |                     |     |                                            |                                           |
| 10.03.2023         | 03.10.2023          | 2   | Petrecere la Piscină                       | Pool Party                                |
| 10.03.2023         | 03.10.2023          | 2   | Excursia                                   | Road Trip                                 |
|                    |                     |     |                                            |                                           |
| 11.03.2023         | 04.10.2023          | 3   | DJ-ul de la Brunch                         | Brunch DJ                                 |
| 11.03.2023         | 04.10.2023          | 3   | Ziua Carierei                              | Career Day                                |
| 11.03.2023         |                     |     |                                            |                                           |
| 11.03.2023         | 05.10.2023          | 4   | Cei Cinci Porumbei ai Acappella-pocalipsei | The Five Pigeons of the Acapellapocalypse |
| 11.03.2023         | 05.10.2023          | 4   | Barry și Sucul                             | Leave a Little Juice                      |
| 11.03.2023         |                     |     |                                            |                                           |
| 11.03.2023         | 06.10.2023          | 5   | Barry Merge la Liceu                       | Big Barry on Campus                       |
| 11.03.2023         | 06.10.2023          | 5   | Clubul de Lectură                          | Club Book                                 |
| 11.03.2023         |                     |     |                                            |                                           |
| 11.03.2023         | 09.10.2023          | 6   | Cereale a la Kiff                          | Kiff's Mix                                |
| 11.03.2023         | 09.10.2023          | 6   | Kiff e Pilot                               | Kiff's on a Plane                         |
|                    |                     |     |                                            |                                           |
| 01.04.2023         | 10.10.2023          | 7   | Roboțel                                    | Farley                                    |
| 01.04.2023         | 10.10.2023          | 7   | Doi Hotdogi La Preț De Unul                | Two for One Hot Dogs                      |
| 01.04.2023         |                     |     |                                            |                                           |
| 01.04.2023         | 11.10.2023          | 8   | Din Mijlocul Anului                        | Halfway There Day                         |
| 01.04.2023         | 11.10.2023          | 8   | Barry și Harpa                             | Be Still My Harp                          |
|                    |                     |     |                                            |                                           |
| 08.04.2023         | 12.10.2023          | 9   | Prietenie Fericită                         | Friendiversary                            |
| 08.04.2023         | 12.10.2023          | 9   | Orașul Nostru Minunat                      | Totally Table Town                        |
|                    |                     |     |                                            |                                           |
| 12.04.2023         | 13.10.2023          | 10  | Dansul Șosetelor Magice                    | Principal Dance Socks                     |
| 12.04.2023         |                     |     |                                            |                                           |
| 12.04.2023         | 16.10.2023          | 11  | Pălăria                                    | Hat                                       |
| 12.04.2023         | 16.10.2023          | 11  | Obiectele Pierdute                         | Lost and Found                            |
|                    |                     |     |                                            |                                           |
| 29.04.2023         | 17.10.2023          | 12  | Două Adevăruri și un Barry                 | Two Truths and a Bunny                    |
| 29.04.2023         | 17.10.2023          | 12  | Poreclele                                  | Nicknames                                 |
|                    |                     |     |                                            |                                           |
| 06.05.2023         | 18.10.2023          | 13  | Muzica lui Helen                           | The Sound of Helen                        |
| 06.05.2023         | 18.10.2023          | 13  | Lista de Cumpărături                       | Weekly Grocery Shop                       |
|                    |                     |     |                                            |                                           |
| 13.05.2023         | 19.10.2023          | 14  | Prietenie Pusă la Încercare                | Friendship in the Time of Cheese Caves    |
| 13.05.2023         | 19.10.2023          | 14  | Viață ca în Filme                          | Soup Opera                                |
|                    |                     |     |                                            |                                           |
| 20.05.2023         | 20.10.2023          | 15  | Liderul de la Mall                         | Mall Leader                               |
| 20.05.2023         | 20.10.2023          | 15  | Arta Fantomei Lup                          | Ghost Wolf's Art                          |
|                    |                     |     |                                            |                                           |
| 17.06.2023         | 13.05.2024          | 16  | Se Caută Bunici                            | Fresh Outta Grandmas                      |
| 17.06.2023         | 13.05.2024          | 16  | Kiff e Dădacă                              | Maybe-sitting                             |
|                    |                     |     |                                            |                                           |
| 24.06.2023         | 14.05.2024          | 17  | Podul Ghicitorilor                         | Everyday I'm Riddlin' Riddlin             |
| 24.06.2023         | 14.05.2024          | 17  | Evadare din Detenție                       | Life on the Inside                        |
|                    |                     |     |                                            |                                           |
| 01.07.2023         | 15.05.2024          | 18  | Livrare Neobișnuită                        | Weird Delivery                            |
| 01.07.2023         | 15.05.2024          | 18  | Ideile lui Tata                            | No Dad Ideas                              |
|                    |                     |     |                                            |                                           |
| 08.07.2023         | 16.05.2024          | 19  | Cancelaria                                 | Faculty Lounge                            |
| 08.07.2023         | 16.05.2024          | 19  | Asistenta Personală                        | Personal Assistant                        |
|                    |                     |     |                                            |                                           |
| 29.09.2023         | 17.05.2024          | 20  | Petrecerea de Halloween a lui Trevor       | Trevor's Rockin' Halloween Bash           |
|                    |                     |     |                                            |                                           |
| 07.10.2023         | 20.05.2024          | 21  | Îmi place să mă mișc                       | I Like to Move It!                        |
| 07.10.2023         | 20.05.2024          | 21  | Mi-a zumzăit o idee                        | Hive Got an Idea                          |
|                    |                     |     |                                            |                                           |
| 14.10.2023         | 21.05.2024          | 22  | Nu te pui cu dintele                       | You Can't Handle the Tooth!               |
| 14.10.2023         | 21.05.2024          | 22  | În căutarea gafelor amuzante               | Blooper Quest                             |
|                    |                     |     |                                            |                                           |
| 21.10.2023         | 22.05.2024          | 23  | Când tunzi, tunzi                          | When You Mow You Mow                      |
| 21.10.2023         | 22.05.2024          | 23  | Criza de maturitate a lui Harry            | Harry's Maturity Crisis                   |
|                    |                     |     |                                            |                                           |
| 28.10.2023         | 23.05.2024          | 24  | Toane prostești                            | Silly Moods                               |
| 28.10.2023         | 23.05.2024          | 24  | Chatterley vs Chatterley                   | Chatterley vs Chatterley                  |
|                    |                     |     |                                            |                                           |
| 04.11.2023         | 24.05.2024          | 25  | Veverița înfometată                        | Hungee Squirrel                           |
| 04.11.2023         | 24.05.2024          | 25  | Prietenie pentru totdeauna                 | Foreverangees                             |
|                    |                     |     |                                            |                                           |
| 11.11.2023         | 27.05.2024          | 26  | Să ningă cu ketchup                        | Snow More Ketchup                         |
| 11.11.2023         | 27.05.2024          | 26  | Kiff și Barry merg la bal                  | Kiff and Barry Go To Prom                 |
|                    |                     |     |                                            |                                           |
| 20.01.2024         | 28.05.2024          | 27  | Kiff e bună la sport                       | Kiff Is Good at Sports                    |
| 20.01.2024         | 28.05.2024          | 27  | Prieteni la ciupercă                       | Mushroommates                             |
|                    |                     |     |                                            |                                           |
| 27.01.2024         | 29.05.2024          | 28  | Directoarea Helen                          | Principal Helen                           |
| 27.01.2024         | 29.05.2024          | 28  | Apăsați B pentru greșeală                  | Dial B for Butt                           |
|                    |                     |     |                                            |                                           |
| 03.02.2024         | 30.05.2024          | 29  | Distractivul unchi Pat                     | Fun Uncle Pat                             |
| 03.02.2024         | 30.05.2024          | 29  | Kiff scapă!                                | Kiff Escape!                              |
|                    |                     |     |                                            |                                           |
| 10.02.2024         | 31.05.2024          | 30  | Ziua de Plajă                              | Beach Day                                 |
| 10.02.2024         | 31.05.2024          | 30  | Monstrul din Piscină                       | Sun's Out Buns Out                        |
|                    |                     |     |                                            |                                           |
| EPISOADE SPECIALE  |                     |     |                                            |                                           |
|                    |                     |     |                                            |                                           |
| 05.10.2024         | VFA                 | S1  | VFA                                        | The Haunting of Miss McGravy's House      |
| VFA                | VFA                 | S2  | VFA                                        | VFA                                       |
|                    |                     |     |                                            |                                           |
| SEZONUL 2          |                     |     |                                            |                                           |
|                    |                     |     |                                            |                                           |
| VFA                | VFA                 | 31  | VFA                                        | VFA                                       |
| VFA                | VFA                 | 31  |                                            |                                           |
|                    |                     |     |                                            |                                           |
| SEZONUL 3          |                     |     |                                            |                                           |